# 諾彭峰

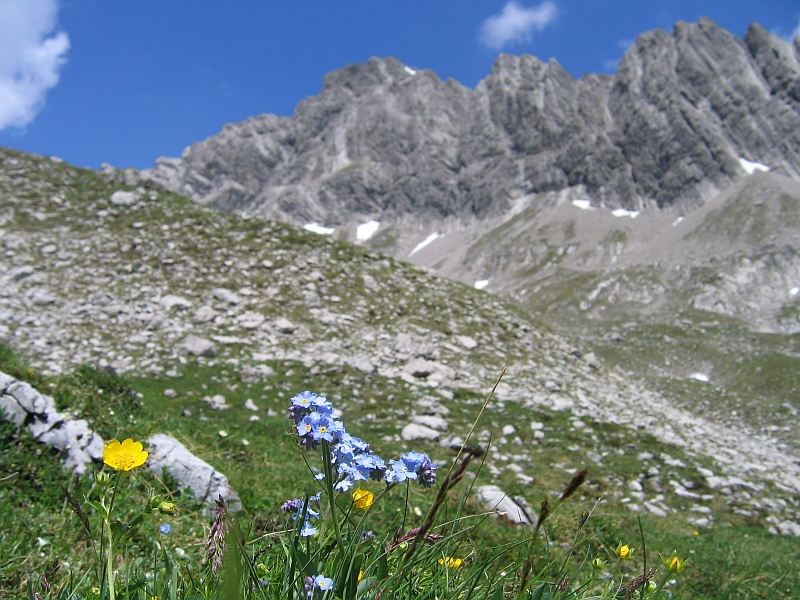

47°19′33″N 10°26′28″E / 47.32583°N 10.44111°E
諾彭峰（德語：Noppenspitze），是奧地利的山峰，位於該國西部，由蒂羅爾州負責管轄，屬於阿爾高阿爾卑斯山脈的一部分，距離布雷特峰1.7公里，海拔高度2,594米，人類在1890年8月16日首次登頂。